# 比奥比奥大学

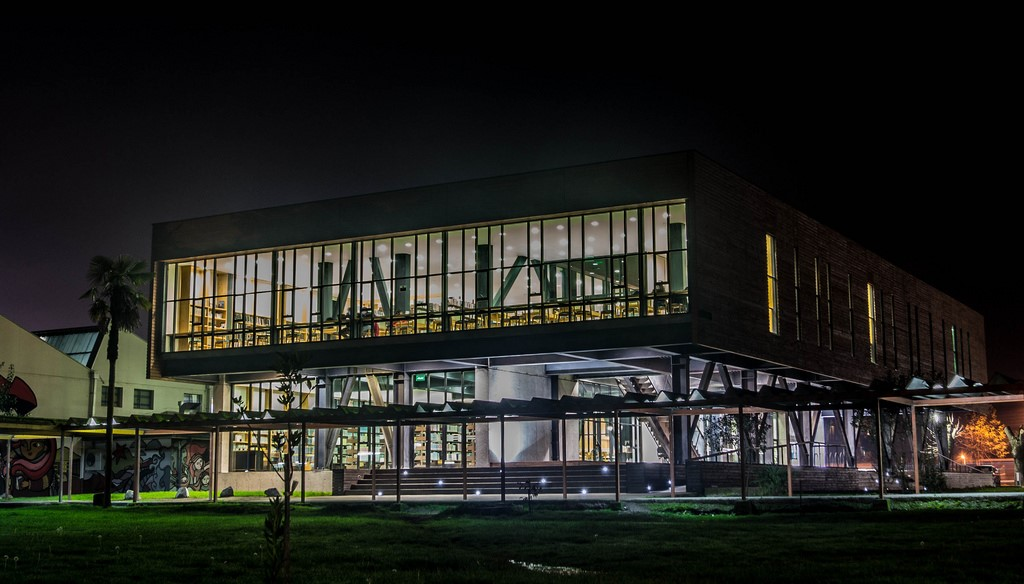
比奥比奥大学图书馆（2018）

36°49′20″S 73°00′49″W / 36.8222°S 73.0136°W
比奥比奥大学（西班牙語：Universidad del Biobío）是位于智利的一所大学。

## 歷史
比奥比奥大学的历史可以追溯到1947年国家理工大学的创办。

## 院系设置
比奥比奥学院设有6个学院，分别为：
- 建筑学院
- 自然科学学院
- 工程学院
- 教育学与人类学学院
- 卫生与食品科学学院
- 商务管理学院

## 外部連結
- 智利比奥比奥大学（西班牙文）